# Megakalsilita
La megakalsilita és un mineral de la classe dels silicats. El seu nom fa referència al fet que el seu paràmetre Z és 12 vegades més gran que el de la kalsilita, amb la qual comparteix la composició química.

## Característiques
La megakalsilita és un tectosilicat de fórmula química KAlSiO₄. Cristal·litza en el sistema hexagonal. La seva duresa a l'escala de Mohs és 6.
L'exemplar que va servir per a determinar l'espècie, el que es coneix com a material tipus, es troba conservat al: Museum Mineralògic Fersman, nombre de catàleg 2624/1, Acadèmia de Ciències de Rússia, Moscou.
Segons la classificació de Nickel-Strunz, la megakalsilita pertany a «09.FA - Tectosilicats sense H₂O zeolítica, sense anions addicionals no tetraèdrics» juntament amb els següents minerals: kaliofil·lita, microclina, kalsilita, nefelina, panunzita, trikalsilita, yoshiokaïta, malinkoïta, virgilita, lisitsynita, adularia, anortoclasa, buddingtonita, celsiana, hialofana, ortosa, sanidina, rubiclina, monalbita, albita, andesina, anorthita, bytownita, labradorita, oligoclasa, reedmergnerita, paracelsiana, svyatoslavita, kumdykolita, slawsonita, lisetita, banalsita, stronalsita, danburita, maleevita, pekovita, lingunita i kokchetavita.

## Formació i jaciments
La megakalsilita va ser descoberta a la prospecció Koashva, al massís de Khibini (óblast de Múrmansk, Rússia). Es tracta de l'únic indret on ha estat descrita aquesta espècie mineral.